# Urophora hermonis
Urophora hermonis är en tvåvingeart som beskrevs av Amnon Freidberg 1974. Urophora hermonis ingår i släktet Urophora och familjen borrflugor. Inga underarter finns listade i Catalogue of Life.